# Nāḩiyat ‘Ayn at Tīnah
Nāḩiyat ‘Ayn at Tīnah (arabiska: ناحية عين التينة) är ett subdistrikt i Syrien.   Det ligger i provinsen Latakia, i den västra delen av landet, 230 km norr om huvudstaden Damaskus.
Trakten runt Nāḩiyat ‘Ayn at Tīnah består till största delen av jordbruksmark. Runt Nāḩiyat ‘Ayn at Tīnah är det tätbefolkat, med 493 invånare per kvadratkilometer.